# Glenmont (métro de Washington)
Glenmont est la station terminus nord-est de la ligne rouge du métro de Washington. Elle est située en parallèle à la Georgia Avenue (en) sur le territoire de la Région métropolitaine de Washington, dans la communauté non constituée en société de Glenmont dans le comté de Montgomery, État du Maryland aux États-Unis.

## Situation sur le réseau

Plan du métro.

Établie en souterrain, Glenmont est la station terminus nord-est de la ligne rouge du métro de Washington. Elle est située avant la station Wheaton, en direction du terminus nord-ouest Shady Grove.
Elle dispose des deux voies de la ligne, encadrant un quai central. Après la station les voies rejoignent un important dépôt de la ligne, situé en surface.

## Histoire
La station Glenmont est mise en service le 25 juillet 1998, lors de l'ouverture à l'exploitation des 2,3 km du prolongement de Wheaton à Glenmont.

## Services aux voyageurs

### Accès et accueil
La station dispose de deux bouches d'accès situées à l'est et à l'ouest de la Georgia Avenue, au nord de son intersection avec la Maryland Route 182 (en), couvertes d'une verrière et équipées chacune d'escaliers mécaniques. Pour l'accessibilité des personnes à mobilité réduite, des ascenseurs de surface sont situés à l'est et à l'ouest, ils permettent de rejoindre la mezzanine où un unique ascenseur établit la relation avec le quai central.

Installations
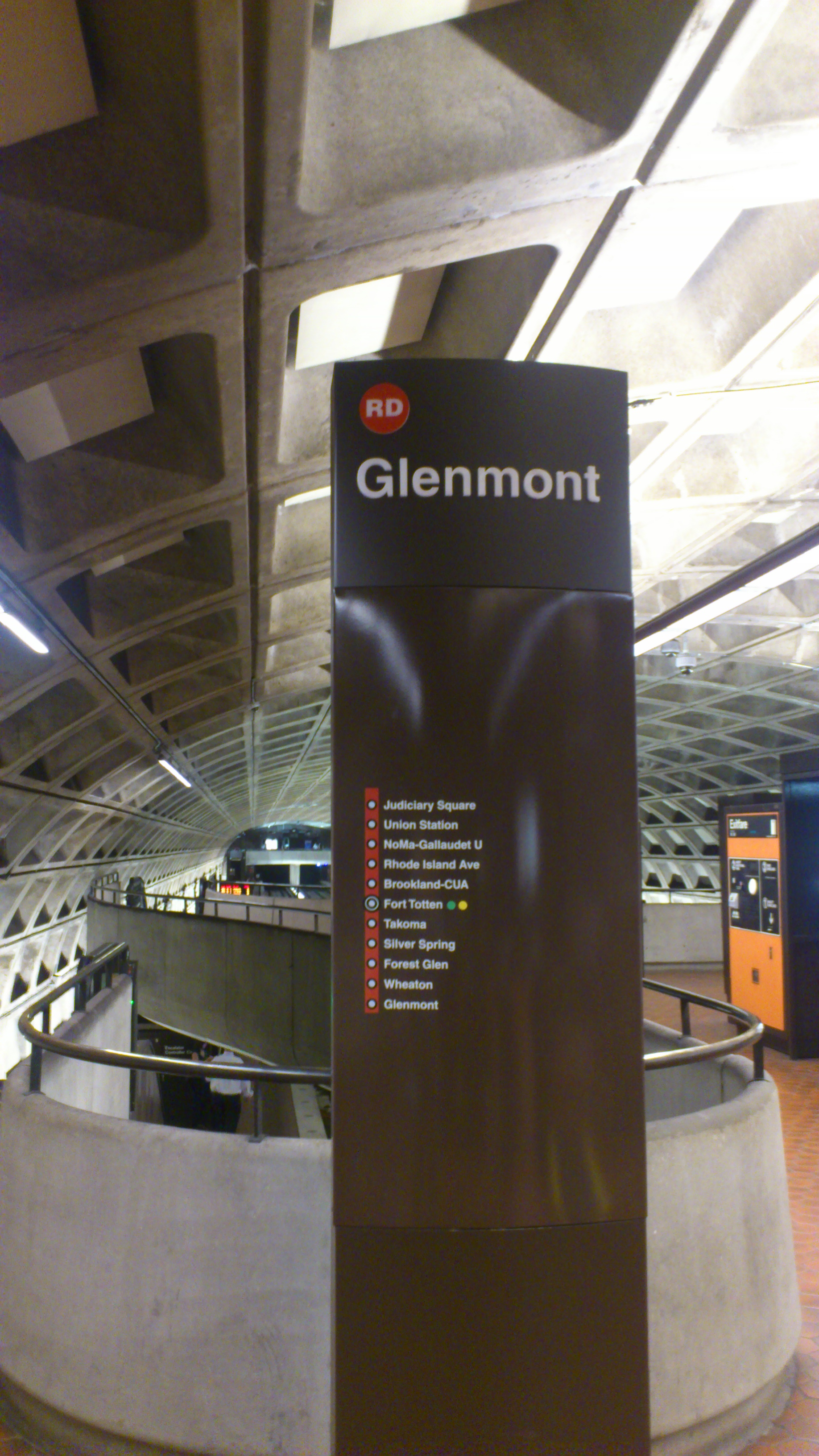
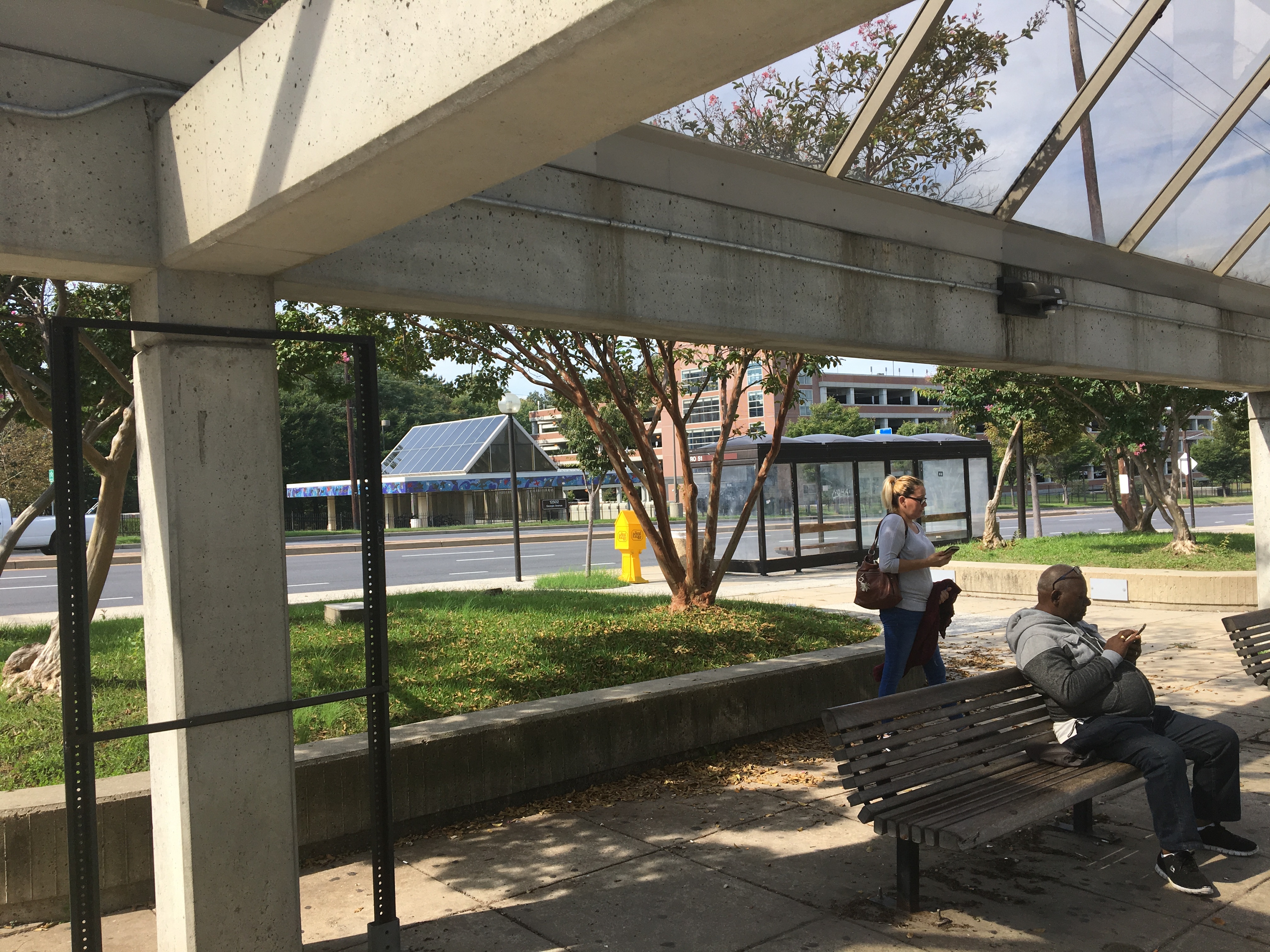

### Desserte
Glenmont est desservie par les rames qui circulent sur la ligne rouge du métro de Washington. Le départ du premier train, en direction de Shady Grove, a lieu : en semaine à 5 h 0 et les samedis et dimanches à 7 h 0, la station est ouverte dix minutes avant le premier passage. Le départ du dernier a lieu tous les jours à 23 h 33 en direction de hady Grove'.

Installations et desserte
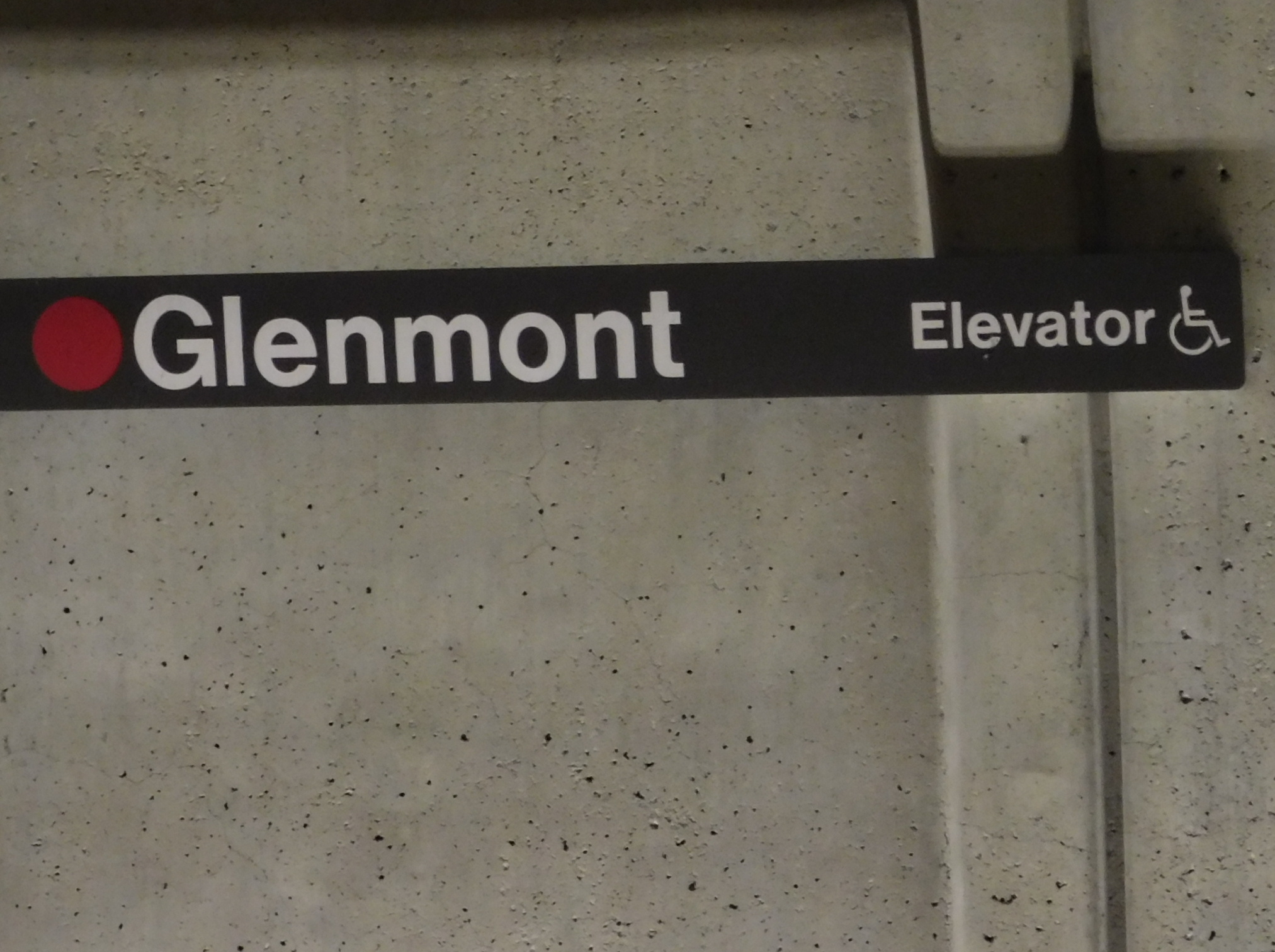
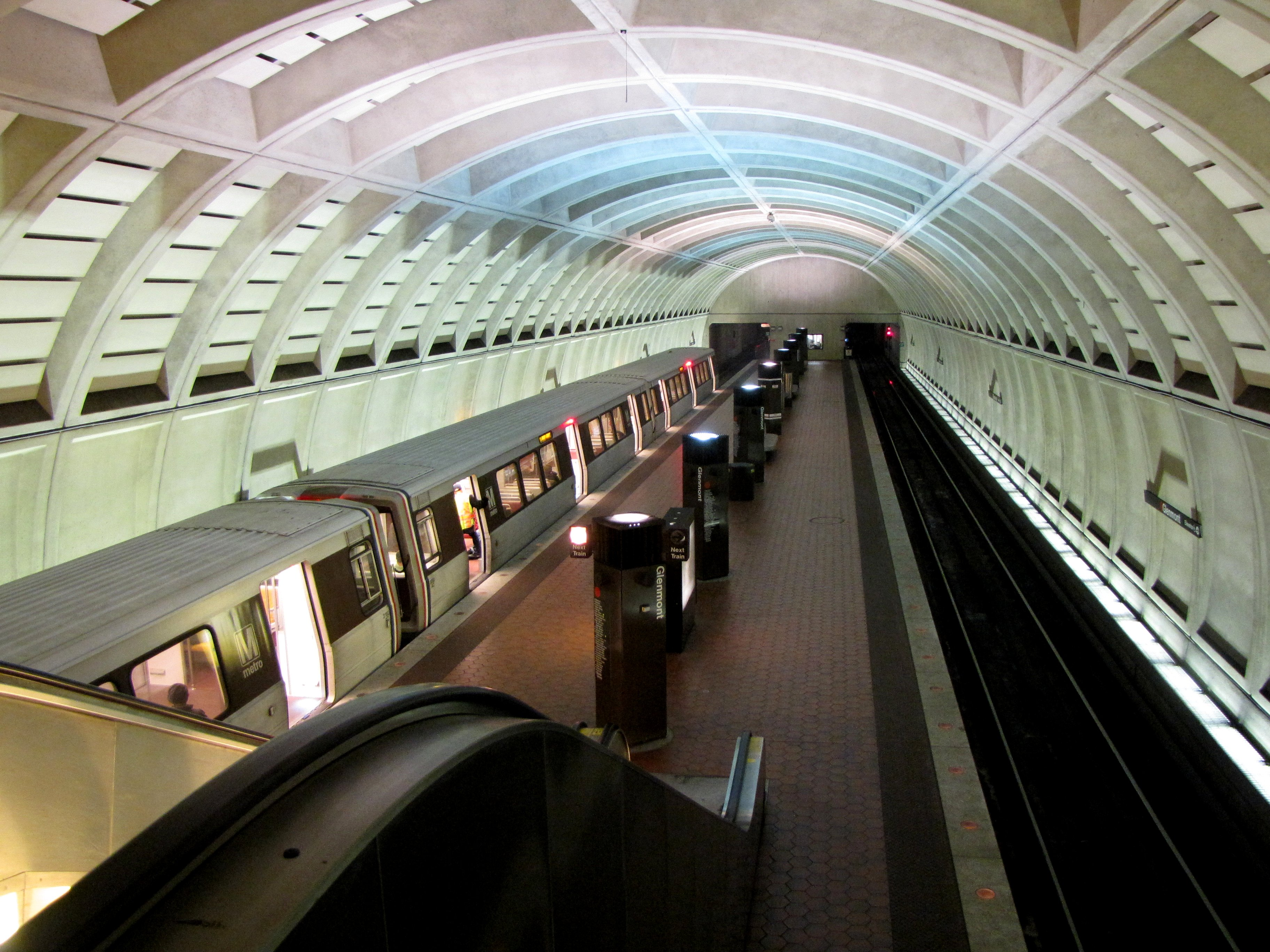
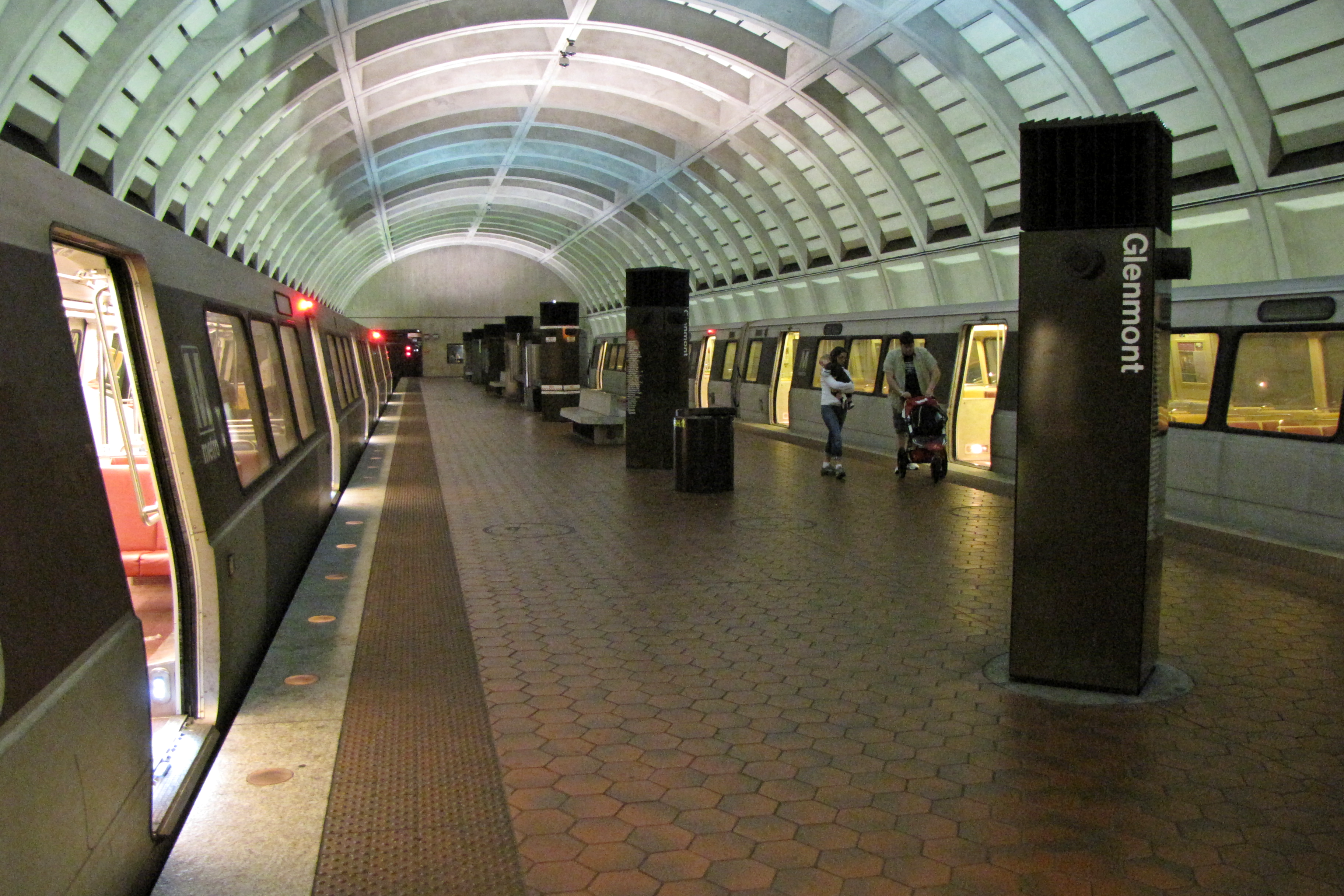

### Intermodalité
À proximité, de l'accès est, des arrêts de bus sont desservis par : Metrobus (en), lignes C8, Y2, Y7 et Y8 ; et Ride On (en), lignes 10, 26, 31, 33, 39, 41, 49, 51 et 53.
Elle dispose également : pour les vélos de 48 casiers et 25 points d'accroches ; pour les véhicules de plusieurs parkings payants à l'est et à l'ouest.